# 木村貴宏
木村 貴宏（きむら たかひろ、1964年5月19日 - 2023年3月5日）は、日本の男性アニメーター、イラストレーター、キャラクターデザイナー。福岡県出身。別名義にすがわら あわじ（すがわら あわぢ）の名も用いる。

## 経歴・人物
大学に入る頃に放送された『装甲騎兵ボトムズ』の迫力ある作画が大好きになり、特に谷口守秦のアレンジが強めに入った「谷口キリコ」と呼ばれる独特の画風を好んだ。その後ボトムズに関係したスタッフにより制作された『蒼き流星SPTレイズナー』の放送中に「アニメの仕事に就きたい」と考えるようになり、アニメ誌に連載されていたスタッフのコラムが楽しそうという理由で、在学していた大学を辞め、谷口守泰の主宰するアニメアールに入る。
『蒼き流星SPTレイズナー』第37話「エイジ対ル・カイン」の動画でデビュー。原画デビューは『レモンエンジェル』。『ダーティペア FLASH』で初のキャラクターデザインを担当（キャラクターデザインの作業自体はアダルトゲーム『ヴァリアブル・ジオ』の方が先だったが、『ダーティペア FLASH』の方が早く世に出た）。その後『勇者王ガオガイガー』・『ベターマン』・『BRIGADOON まりんとメラン』を担当したのち、キャラクターデザイナーとしての仕事に専念するため上京。キャラクターデザイナーとして『神魂合体ゴーダンナー!!』を担当、シリーズ構成担当の倉田英之の誘いで参加した『ガン×ソード』では、監督の谷口悟朗のリクエストにより絵柄を少し変える。
自身の絵柄について、「根幹には女性の描いた、セクシーな女性キャラというのが大好きというものがある」と述べ、高橋留美子やいのまたむつみの影響があると語っている。また『コードギアス』シリーズへの参加については、サンライズからのオファーの際に女性漫画家集団であるCLAMPがキャラクター原案を手掛けると聞き、彼女たちの独特のキャラクターのデザインラインや、服飾デザインに魅力を感じていたことから、その発想や過程を目にすることで自らの成長につなげようとしたことを挙げている。
2023年3月9日に『コードギアス』プロジェクトの公式Twitterアカウントと公式サイトで、2023年3月5日に死去したことが発表された（58歳没）。晩年は国の指定難病である原発性全身性アミロイドーシスによる闘病生活を送っていたことも、家族の意向により併せて公表された。

## 参加作品

### テレビアニメ
1985年
- 蒼き流星SPTレイズナー（動画）※ノークレジット、デビュー作

1986年
- タッチ（動画(#81)）
- マシンロボ クロノスの大逆襲（動画）

1987年
- 赤い光弾ジリオン（動画(#12・#17・#27)）
- 仮面の忍者 赤影（原画）
- シティーハンター（動画）
- レモンエンジェル（原画）※ノークレジット、原画デビュー作

1988年
- 超音戦士ボーグマン（原画(#15・#19)）
- 燃える!お兄さん（原画）
- 鎧伝サムライトルーパー（原画(#37)）

1989年
- アイドル伝説えり子（原画）
- シティーハンター3（原画(#2)）
- 獣神ライガー（原画(#22)）
- 魔動王グランゾート（原画(#6)）

1990年
- アイドル天使ようこそようこ（原画(#4・#8・#12・#18・#23・#28・#34・#40・#43)）
- NG騎士ラムネ&40（原画(#15)）
- 魔法のエンジェルスイートミント（原画）

1991年
- 新世紀GPXサイバーフォーミュラ（原画(#4・#9・#15・#22・#28・#33)）

1992年
- ママは小学4年生（原画(#2・#7・#12・#18・#27・#32・#39・#45・#50)）

1993年
- 機動戦士Vガンダム（OP原画、原画(#20・#36)）

1994年
- 機動武闘伝Gガンダム（作画監督(#12・#19・#23・#28・#34・#40・#45)、原画(#4・#12・#19・#23・#28・#34・#40・#45)）

1996年
- シティーハンター ザ・シークレット・サービス（原画）
- 水色時代（原画(#11・#20)）

1997年
- キューティーハニーF（原画）
- シティーハンター グッド・バイ・マイ・スイート・ハート（原画）
- 勇者王ガオガイガー（キャラクターデザイン、作画監督(#1・#12・#17・#22・#29・#36・#42・#49)、原画(#1・#6・#12・#17・#19・#22・#29・#36・#37・#41・#42・#48・#49)）

1998年
- センチメンタルジャーニー（原画・OP原画）
- 中華一番!（原画(#36)）
- デ・ジ・キャラット（キャラクターデザイン）※CM

1999年
- COLORFUL（原画(#1)）
- ベターマン（キャラクターデザイン、キャラクター総作画監督(#2・#3・#4・#11・#13)、キャラクター作画監督(#1・#5・#10・#15・#21・#26)、OP・ED作監、原画(#1・#5・#10・#15・#21)）

2000年
- BRIGADOON まりんとメラン（キャラクターデザイン、作画監督）
- 無限のリヴァイアス（原画(#26)）

2001年
- アルジェントソーマ（原画(#25)）
- 機動天使エンジェリックレイヤー（原画(#13)、OP原画）
- サイボーグ009 THE CYBORG SOLDIER（原画(#20・#49)）
- スクライド（キャラクター作画監督(#22)、作監協力(#14)、原画(#22・#26)、OP原画）
- Z.O.E Dolores, i（原画(#6)）
- 地球防衛家族（レイアウト(#13)、OP・DN原画）

2002年
- キディ・グレイド（原画(#1)、アイキャッチ原画(#4)）
  - キディ・グレイドPV（原画）

- 機動戦士ガンダムSEED（アイキャッチ原画(#8〜)）
- THE ビッグオー second season（原画(#18)）
- 七人のナナ（原画(#17)、OP原画）
- はじめの一歩（原画(#68)）

2003年
- WOLF'S RAIN（原画(#12)）
- スクラップド・プリンセス（ED原画）
- 神魂合体ゴーダンナー!!（キャラクターデザイン、キャラクター作画監督(#1・#5・#10・#13)、作監協力(#8)、原画(#5・#7・#10・#13)）
- プラネテス（OP原画）

2004年
- SDガンダムフォース（キャラクターデザイン）
- 機動戦士ガンダムSEED DESTINY（アイキャッチ原画）
- 神魂合体ゴーダンナー!! SECOND SEASON（キャラクターデザイン、キャラクター作画監督(#14・#18・#21・#26)、作監協力(#19・#24)、原画(#14・#16・#18・#19・#21・#23・#24・#26)）
- To Heart 〜Remember my Memories〜（OP原画、原画(#1・#5)）
- NARUTO -ナルト-（原画(#100)）

2005年
- ガン×ソード（キャラクターデザイン、キャラクター作画監督(#1・#13・#26)、作画監督(#17・#20)、原画(OP・#20)、エンディングイラスト）

2006年
- ガイキング LEGEND OF DAIKU-MARYU（原画(#22)）
- コードギアス 反逆のルルーシュ（キャラクターデザイン、メインアニメーター、エンディングアニメーション、総作画監督(#1・#12・#15・#16・＃17.5・#19・#23)、作画監督(OP1・OP2・#8.5)、作画監督協力(#7)、原画(#8・#23・#25)）
- 砂沙美☆魔法少女クラブ シーズン2（作画監督）
- 獣王星（原画(#10)、OP原画）
- BLOOD+（原画(#30)）

2007年
- 地球へ…（第2期ED原画）
- DARKER THAN BLACK -黒の契約者-（後期OP原画）
- バンブーブレード（原画(#2・#11)、アイキャッチ原画(#11)）

2008年
- かんなぎ（エンドイラスト(#10)）※大河内RICCAと連名
- コードギアス 反逆のルルーシュR2（キャラクターデザイン、メインアニメーター、原画）

2009年
- 明日のよいち!（OP原画）
- 機動戦士ガンダム00 セカンドシーズン（後期OP原画）
- ケロロ軍曹（原画）
- ジャングル大帝 -勇気が未来をかえる-（キャラクターデザイン、原画）
- そらのおとしもの（作画監督）
- 宇宙をかける少女（原画）
- DARKER THAN BLACK -流星の双子-（OP原画）
- 天体戦士サンレッド（原画）
- ファイト一発! 充電ちゃん!!（作画監督）

2010年
- あそびにいくヨ!（作画監督）
- 俺の妹がこんなに可愛いわけがない（ゲームパッケージ制作協力）※すがわらあわじ名義
- キディ・ガーランド（原画）
- スーパーロボット大戦OG -ジ・インスペクター-（原画）
- 聖痕のクェイサー（原画）
- 戦国BASARA弐（OP原画）
- 鋼の錬金術師 FULLMETAL ALCHEMIST（原画）

2011年
- セイクリッドセブン（原画）
- Dororonえん魔くん メ〜ラめら（キャラクターデザイン、総作画監督）

2013年
- 革命機ヴァルヴレイヴ（協力）
- ゆゆ式（第4話エンドカード）

2014年
- クロスアンジュ 天使と竜の輪舞（原画）

2015年
- 機動戦士ガンダム 鉄血のオルフェンズ（OP原画）

### 劇場アニメ
1989年
- ギャラガ HYPER-PSYCHIC-GEO GARAGA（原画）

1992年
- 機動戦士ガンダム0083 ジオンの残光（原画）

1995年
- マクロスプラス MOVIE EDITION（原画）
- MEMORIES 彼女の想いで（原画）

1996年
- ルパン三世 DEAD OR ALIVE（原画）

2000年
- 劇場版 エスカフローネ（原画）
- 人狼 JIN-ROH（原画）

2002年
- キン肉マンII世 マッスル人参争奪! 超人大戦争（原画）

2003年
- ラーゼフォン 多元変奏曲（原画）

2010年
- いばらの王 -King of Thorn-（原画）
- 映画 プリキュアオールスターズDX2 希望の光☆レインボージュエルを守れ!（原画）

2011年
- 映画 プリキュアオールスターズDX3 未来にとどけ! 世界をつなぐ☆虹色の花（原画）

2012年
- コードギアス 亡国のアキト（キャラクターデザイン）
- ももへの手紙（原画）

2019年
- コードギアス 復活のルルーシュ（キャラクターデザイン、メインアニメーター）

2021年
- 機動戦士ガンダム 閃光のハサウェイ（キャラクター作画監督）

2024年
- コードギアス 奪還のロゼ（キャラクターデザイン、メインアニメーター）

公開年不明
- 東京都PRアニメーション リフレイン（原画）

### OVA
1986年
- ドリームハンター麗夢II 聖美神女学園の妖夢（動画）

1987年
- ドリームハンター麗夢III 夢隠 首なし武者伝説（動画）
- ブラックマジック M-66（動画）
- PONY METAL U-GAIM（動画）

1988年
- 機甲猟兵メロウリンク（原画(#1・#3・#5・#8・#12）※第1話はルルシーのカットを担当。

1989年
- きまぐれオレンジ☆ロード（原画(#2)）
- 鎧伝サムライトルーパー外伝（原画(#2)）

1990年
- A.D.POLICE（原画）

1991年
- 機動戦士ガンダム0083 STARDUST MEMORY（原画(#6・#8・#11)）
- 創竜伝（原画）

1992年
- 間の楔（原画(#1)）
- うしおととら（原画）
- 聖伝-リグ・ヴェーダ- 双城炎雷篇（原画）
- BASTARD!! -暗黒の破壊神-（作画監督(#1・#6)、原画(#1・#4・#6)）
- 万能文化猫娘（原画(#1・#3)）

1993年
- アイドル防衛隊ハミングバード（原画）
- 幻想叙譚エルシア（原画(#3)）
- ザ・コクピット 音速雷撃隊（原画）※菅原あわじ名義

1994年
- 青空少女隊（作画監督(#2・#4)、原画(#4)）
- おいら宇宙の探鉱夫（原画(#1)）
- 聖ミカエラ学園漂流記II（原画(#1)）
- ダーティペアFLASH（キャラクターデザイン、総作画監督、原画(#2・#4・#6)）
- マクロスプラス（原画(#4)）

1995年
- ガンスミスキャッツ（原画(#1)）
- COMPILER FESTA（原画）
- GOLDEN BOY さすらいのお勉強野郎（原画(#1・#4・#6)）
- 新・キューティーハニー（原画(#5・#8)）
- ダーティペアFLASH2（キャラクターデザイン、総作画監督）
- ダーティペアFLASH3（キャラクターデザイン、総作画監督、作画監督(#3)）
- 楽勝!ハイパードール（原画(#1・#2)）

1996年
- シャーマニックプリンセス（原画(#1)）

1997年
- ヴァリアブル・ジオ（キャラクターデザイン、作画監督）
- 厄災仔寵（原画）

1999年
- うさぎちゃんでCue!!（キャラクターデザイン）

2000年
- ジオブリーダーズ2 魍魎遊撃隊 File-XX 乱戦突破（作画監督(#2)）
- 勇者王ガオガイガーFINAL（キャラクターデザイン、総作画監督(#4)、総キャラクター作画監督(#7)、キャラクター作画監督(#1・#2・#3・#5・#6・#8)、原画(#1・#4～#8)、OP・ED）

2001年
- マジンカイザー（原画）

2003年
- エンジェルブレイド（原画(#3)）

2010年
- 機動戦士ガンダムUC（原画）

2011年
- カーニバル・ファンタズム（OP原画）

2012年
- コードギアス 反逆のルルーシュ ナナリーinワンダーランド（キャラクターデザイン、作画監督）

2024年
- コードギアス 奪還のロゼ（キャラクターデザイン）

### 漫画
- あまえんぼーZ（キャラクター原案）
- コードギアス 双貌のオズ（キャラクターデザイン）

### デジタルコミック
- LIPs the agent（キャラクターデザイン、原画）

### 小説
- メガブレイドシリーズ（カバー絵、挿絵）
- ヴァリアブル・ジオシリーズ（カバー絵、挿絵）
- VIPER-F40（カバー絵・挿絵）※すがわらあわじ名義
- スクライドさん（挿絵）
- 覇界王～ガオガイガー対ベターマン～（キャラクターデザイン、カバー絵、挿絵）

### イラストレーション
- カラフルBee
  - ビブロスの美少女コミック月刊誌。表紙原画を1996年12月号まで担当していた。

### イメージキャラクター
- ぱにっく
  - 後述する『あの街の恋の詩』を制作したP-factoryの母体である。アニメ原画やセル画を販売するネット通販ショップ「ぱにっく☆MEDIA MIX」を運営する一方で同作の制作などの活動を行っていた。
  - 木村はイメージキャラクター『ぱにっくちゃん』や、1997年8月8日にイマジニアから発売された同名のセガサターン用ゲームソフト[18]のキャラクターデザインを担当した。

### ゲーム
- ゼノブレイド2（2017年 / レアブレイドデザイン）

### 18禁ゲーム

#### 「木村貴宏」名義
キャラクターデザイン、原画、作画監督を担当。
- ヴァリアブル・ジオ（1993年7月 TGL / 戯画）
- スチームハーツ（1994年3月 TGL / 戯画）
- ヴァリアブル・ジオII（1994年11月 TGL / 戯画）
- ハーレムブレイド（1996年4月 TGL / 戯画）
- シャーマニックアイドル みるきぃ☆はみんぐ[19]（1998年12月 MEDUSA）
- ON AIR（1999年3月 Brownie）
- あの街の恋の詩[20]（2006年3月 P-factory）※総作画監督とCG監修も担当

#### 「すがわらあわじ（すがわらあわぢ）」名義
全てソニア作品。キャラクターデザイン、原画、作画監督を担当。
- VIPER-V16 -RISE-（1995年12月）
- VIPER-F40（1997年11月）
- VIPER-GTB -RISE AFTER-（2000年1月）
- VIPER-GT1（2000年8月）※実質上の作画監督は小娘

### 実写作品

#### 「木村貴宏」名義
- 時空警察ハイペリオン（2009年7月 コスチュームデザイン）

#### 「すがわらあわじ」名義
- D.Dブレイカーりりあ 暗黒夢破壊譚 ACT-01 RIRIA（キャラクターデザイン 2008年2月 アタッカーズ）※18歳未満購入禁止

### 画集
- 木村貴宏画集 Risky Dolls（メディアワークス）ISBN 9784840226004 ※絶版